# Jan Černý-Nigranus
Jan Černý-Nigranus, češki zgodovinar in škof Jednote bratrská, * 1500 ali 1510, † 5. februar 1565.
1. 1 2 3 4  Nacionalna zbirka normativnih podatkov Češke republike
2. ↑  Bibliografie dějin Českých zemí — 1905.